# يونس فريدمان
يونس فريدمان (بالفرنسية: Yona Friedman)‏ هو عالم اجتماع ومهندس معماري فرنسي ومجري، ولد في 5 يونيو 1923 في بودابست في المجر.

## وصلات خارجية
- الموقع الرسمي
- يونس فريدمان على موقع IMDb (الإنجليزية)
- يونس فريدمان على موقع مونزينجر (الألمانية)